# Dasyphyllum excelsum
Dasyphyllum excelsum là một loài thực vật có hoa trong họ Cúc. Loài này được (D.Don) Cabrera mô tả khoa học đầu tiên năm 1959.